# Gunnellichthys copleyi
Gunnellichthys copleyi är en fiskart som först beskrevs av Smith, 1951.  Gunnellichthys copleyi ingår i släktet Gunnellichthys och familjen Microdesmidae. Inga underarter finns listade i Catalogue of Life.